# Jean-Patrick Courtois
Pour les articles homonymes, voir Courtois.
Jean-Patrick Courtois, né le 20 mai 1951 à Lyon, est un homme politique français, membre du groupe Les Républicains.
Fonctionnaire de profession, maire de Mâcon depuis 2001, et président de la Communauté d'agglomération du Mâconnais - Val de Saône (CAMVal) depuis 2016, il est sénateur de Saône-et-Loire entre 1995 et 2015.

## Carrière politique
En 1977, il devient conseiller municipal à Dompierre-les-Ormes, pendant le troisième et dernier mandat de Philippe Malaud à la tête de la commune. Il déclare dans L'Express que cette élection reste un de ses meilleurs souvenirs en politique. 6 ans plus tard, il devient l'un des plus jeunes maires de Dompierre-les-Ormes (32 ans). Il est alors attaché à la sous-préfecture de Charolles.
Il est considéré comme le "successeur" de Philippe Malaud, puisqu'il exerce la plupart des mandats locaux lui ayant appartenu (maire de Dompierre, conseiller général de Dompierre…).
Jean-Patrick Courtois se présente en 2001 candidat à la mairie de Mâcon, qu'il fait basculer à droite dès le premier tour avec 56,78 % des voix. Il est par la suite réélu en 2008 avec 50,46 % des voix au premier tour. Le 23 mars 2014, il est réélu dès le premier tour avec 65,81 % des voix.
Toujours en 2014, il est réélu pour un troisième mandat de sénateur de Saône-et-Loire, la liste qu'il a présentée terminant en tête lors des élections sénatoriales de 2014, en Saône-et-Loire.
Le 11 juin 2015, à la suite du rejet, le 23 mars 2015, de son compte de campagne par la Commission nationale des comptes de campagne et des financements politiques, il est déclaré démissionnaire d'office de son mandat de sénateur par le Conseil constitutionnel et inéligible pour un an.
En 2020, il se représente pour un quatrième mandat à la mairie de Mâcon et il est réélu dès le premier tour avec 60,79% des voix.

## Mandats

### Mandats en cours
- Maire de Mâcon, élu en 2001, réélu au premier tour le 9 mars 2008, réélu au premier tour le 23 mars 2014 puis réélu au premier tour le 15 mars 2020 avec 60,79% des voix[4].
- Président de la communauté d'agglomération Mâconnais Beaujolais Agglomération, élu le 19 janvier 2017 avec 55 voix sur 76 votants[5].

### Anciens mandats
- Sénateur de Saône-et-Loire, entre 1995 et 2015
- Maire de Dompierre-les-Ormes, entre 1983 et 2001
- Secrétaire du Sénat
- Conseiller général du canton de Matour entre 1992 et 1998
- Vice-président du conseil général de Saône-et-Loire
- Président de la communauté de communes de Matour et sa région
- Président de la communauté d'agglomération du Mâconnais - Val de Saône

## Décorations
- Chevalier de la Légion d'honneur (2022)[6]